# Hranična

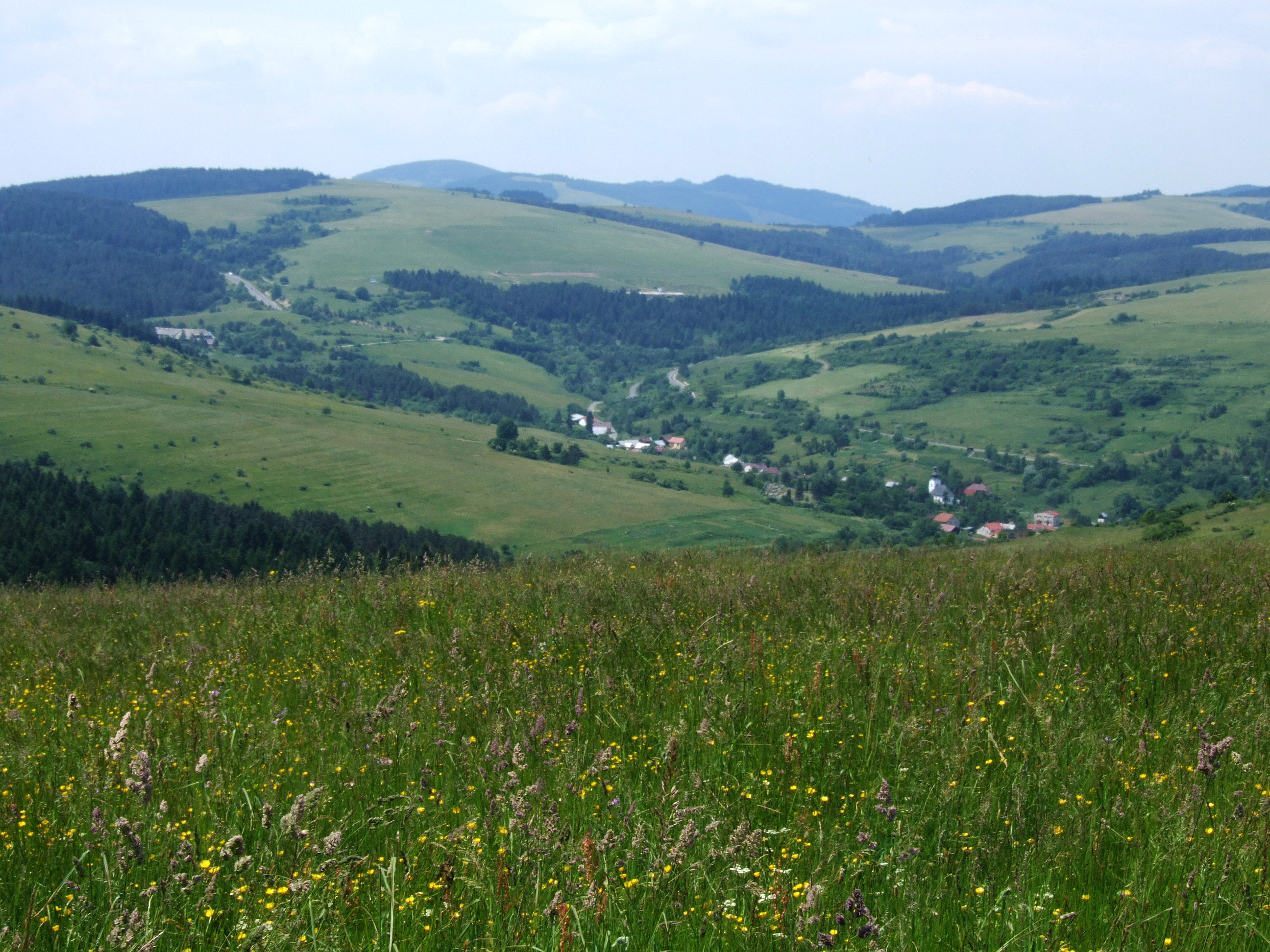
Kremna i dolina potoku Hranična

Hranična – potok na Słowacji, lewy dopływ Popradu. Powstaje na wysokości około 750 m na południowo-zachodnich stokach grzbietu od przełęczy Vabec (766 m) do Medvedelicy (888 m). Spływa początkowo w południowo-zachodnim, potem północno-wschodnim kierunku do centrum miejscowości Kremna. Następnie głęboką doliną spływa przez miejscowości Hraničné i Mniszek nad Popradem, w którym nieco powyżej i naprzeciwko ujścia Łomniczanki uchodzi do Popradu na wysokości 382 m.
Cały bieg Hraničnej znajduje się w słowackich Górach Lubowelskich, które w najnowszej polskiej regionalizacji należą do Pogórza Poradzkiego. Zachodnie zbocza jego doliny tworzy grzbiet od przełęczy Vabec po Medvedelicę i Petríkov vrch, zbocza wschodnie Ośli Wierch, Pripor, Solowka, Nad Skalnou i Wysoki Gruń. Głównymi dopływami są: Kremnianka spływająca spod Oślego Wierchu, Ščerbovka, Eliaszówka, Žlabinský potok i Pilchowczyk (Pilhovčík).
W zlewni Hraničnej znajdują się źródła wód mineralnych (ujęcie w miejscowości Kremná).
Wzdłuż doliny Hraničnej prowadzi droga krajowa nr 68 z Preszowa przez Lubowlę do dawnego przejścia granicznego w Mniszku nad Popradem.